# Classic Roadsters
Classic Roadsters war eine US-amerikanische Automarke.

## Markengeschichte
Erster Hersteller der Automobile und Kit Cars war ab 1979 Classic Roadsters Ltd. Inc. aus Fargo in North Dakota. Ab 17. Februar 1992 gab es eine Niederlassung in Miami in Florida. Darauf folgte Performance Classics, ebenfalls aus Miami. Es gibt einen Hinweis darauf, dass das 1993 war. Zwischen 2003 und 2008 war Classic Roadsters II Inc. aus Sauk Centre in Minnesota der Hersteller. Dieses Unternehmen wurde am 16. Juli 2003 von Don Scott gegründet und am 7. Januar 2009 aufgelöst. Neben Scott werden die Personen Gary Rutherford, Scott Dennison und Jeff Davis genannt.

## Fahrzeuge
Im Angebot standen Nachbildungen klassischer Fahrzeuge. Der Duchess ähnelte dem MG TD und basierte auf einem Fahrgestell vom VW Käfer.
Der Saxon war dem Austin-Healey 3000 nachempfunden. Er hatte einen Rohrrahmen und wahlweise einen V6-Motor oder einen V8-Motor. Eine Version mit verbreiterten Kotflügeln wurde Sebring genannt.
Außerdem gab es eine Nachbildung des Mercedes-Benz 500 K.
Das Modell Marlene wurde von Bradley Automotive übernommen. Er ähnelte ebenfalls einem Mercedes-Benz der 1930er Jahre.
1982 folgte mit dem Duke ein Nachbau des Jaguar S.S.100. Der Motor stammte wahlweise von Ford oder von General Motors.
Ein Fahrzeug im Stil des AC Cobra stand ebenfalls im Sortiment.